# فرشته انتقام
فرشته انتقام (انگلیسی: Nemesis) رمانی جنایی از آگاتا کریستی است.
این کتاب که از مجموعه داستان‌های خانم مارپل می‌باشد در نوامبر ۱۹۷۱ در بریتانیا توسط انتشارات کولینز کرایم کلوب و در همان سال توسط انتشارات داد، مید اند کمپانی در آمریکا به چاپ رسیده‌است.
قیمت کتاب در بریتانیا یک و نیم پوند و در آمریکا ۶٫۹۵ دلار بوده‌است.

## داستان
آقای رافائِل، که خانم مارپل با او در کتاب معمای کارائیب، ملاقات کرده بود، به مرگ طبیعی می‌میرد.
او یادداشتی برای خانم مارپل می‌فرستد که مقداری از ثروتش به او می‌رسد، اگر یک معمای عجیب را حل کند.
خانم مارپل با یکی از بستگانش (برادرزاده‌اش)، به محل مورد نظر می‌رود. او باید پرده از راز قتل دختر نوجوانی را که در گذشته اتفاق افتاده‌است، بردارد.
خانم مارپل و برادرزاده‌اش، به سفارش آقای رافائل با اتوبوس گردشگری به یک روستا می‌روند.
در گشت و گذار یکی از خانم‌های گروه گردشگری کشته می‌شود.
خانم مارپل با کمک برادرزاده‌اش، قاتل و محل دفن دختر کشته شده را پیدا می‌کند.